# Фалинић Брег
Фалинић Брег је насељено место у општини Цестица, Вараждинска жупанија, Хрватска.

## Историја
До територијалне реорганизације у Хрватској био је у саставу старе општине Вараждин.

## Становништво
У попису становништва из 2011. године, Фалинић Брег је имао 100 становника.
| Број становника према пописима | Број становника према пописима | Број становника према пописима | Број становника према пописима | Број становника према пописима | Број становника према пописима | Број становника према пописима | Број становника према пописима | Број становника према пописима | Број становника према пописима | Број становника према пописима | Број становника према пописима | Број становника према пописима | Број становника према пописима | Број становника према пописима | Број становника према пописима |
| ------------------------------ | ------------------------------ | ------------------------------ | ------------------------------ | ------------------------------ | ------------------------------ | ------------------------------ | ------------------------------ | ------------------------------ | ------------------------------ | ------------------------------ | ------------------------------ | ------------------------------ | ------------------------------ | ------------------------------ | ------------------------------ |
| 1857                           | 1869                           | 1880                           | 1890                           | 1900                           | 1910                           | 1921                           | 1931                           | 1948                           | 1953                           | 1961                           | 1971                           | 1981                           | 1991                           | 2001                           | 2011                           |
| 158                            | 164                            | 153                            | 180                            | 187                            | 167                            | 201                            | 237                            | 270                            | 232                            | 197                            | 150                            | 118                            | 99                             | 106                            | 100                            |

Напомена: Године 1910. и 1931. исказивано под именом Фалинић, а од 1857. до 1900, 1921. а од 1948. до 1971. под именом Фалинић–Брег.